# Glandularia dusenii
Glandularia dusenii là một loài thực vật có hoa trong họ Cỏ roi ngựa. Loài này được (Moldenke) N.O'Leary & P.Peralta mô tả khoa học đầu tiên năm 2007.